# Gran Río Cuarto
Se denomina Gran Río Cuarto a la aglomeración urbana compuesta por la ciudad argentina de Río Cuarto dentro de la provincia de Córdoba, y las localidades de  Las Higueras y Santa Catalina (Holmberg).
Considerado como una aglomeración desde el censo 1991, contaba según los resultados del censo 2001 con 149.303 habitantes, y con 163.048 habitantes en el censo de 2010 lo que convierte en la segunda aglomeración más poblada de la provincia, luego del Gran Córdoba, y la 22° de la República.
Según el anterior censo contaba con 144.021 habitantes, lo que representa un incremento del 9,02%.
| Componente              | Departamento | Población (2022) | Población (2010) | Población (2001) | Población (1991) |
| ----------------------- | ------------ | ---------------- | ---------------- | ---------------- | ---------------- |
| Río Cuarto              | Río Cuarto   | 180756           | 157.010          | 144.021          | 134.355          |
| Las Higueras            | Río Cuarto   | 9.867            | 6.083            | 5.282            | 4.498            |
| Santa Catalina/Holmberg | Río Cuarto   | 5.041            | 3860             |                  |                  |
|                         |              |                  |                  |                  |                  |
| Total                   | Río Cuarto   | 195.664          | 166.953          | 149.303          | 138.853\|        |